# Brian Howe
Brian Howe es un actor estadounidense, conocido principalmente por su papel como el corredor de bolsa Jay Twistle en la película En busca de la felicidad. Sus otras películas incluyen The Majestic, Atrápame si puedes, RV, Déjà vu y Evan Almighty. Howe ha aparecido como estrella invitada en un número de series de televisión, incluyendo Crossing Jordan, Judging Amy, The Unit, Without a Trace, Boston Legal y tuvo un papel recurrente de Journeyman como el editor del periódico hasta la cancelación de la serie por la NBC en diciembre de 2007 debido a bajas audiencias.
Interpretó el papel del Dr. Roger Fleming, el científico malvado que despierta al esqueleto, en la parodia de ciencia ficción de 2004 The Lost Skeleton of Cadavra, y recientemente completó el papel en su secuela, The Lost Skeleton Returns Again. En 2014 interpretó el papel de Pete Higgins en la película de terror Annabelle.

## Filmografía destacada

### Cine
| Año  | Título                       | Papel             |
| ---- | ---------------------------- | ----------------- |
| 2001 | K-PAX                        | Dr. Steven Becker |
| 2001 | The Majestic                 | Carl Leffert      |
| 2001 | The Lost Skeleton of Cadavra | Dr. Roger Fleming |
| 2002 | Catch Me If You Can          | Agente del FBI    |
| 2006 | RV                           |                   |
| 2006 | Déjà Vu                      |                   |
| 2006 | En busca de la felicidad     | Jay Twistle       |
| 2007 | Evan Almighty                | Contratista       |
| 2007 | By Appointment Only          | Jim               |
| 2008 | Gran Torino                  | Steve Kowalski    |
| 2009 | Dark and Stormy Night        | Burling Famish    |
| 2014 | Annabelle                    | Pete Higgins      |